# Szidónia Lázárné-Vajda
Szidónia Lázárné-Vajda (* 20. Januar 1979 als Szidónia Vajda in Odorheiu Secuiesc, ungarisch Székelyudvarhely) ist eine szeklerische Schachmeisterin, die erst für Rumänien, heute für Ungarn spielt. 

## Leben
Vajda erhielt im Jahr 1998 den Titel Schach-Großmeister der Frauen (WGM), 2003 den Titel Internationaler Meister (IM). Die IM-Normen erfüllte sie bei zwei First Saturday-Turnieren im Juni 1996 und Februar 2002 in Budapest sowie beim 21. Zalakaros Open im Mai 2002.
Vajda siegte oder belegte vordere Plätze in mehreren Turnieren: 2. Platz bei einem Frauenturnier in Baile Herculane (1994), 1. Platz bei der U16-Europameisterschaft (Mädchen) (1995), 1. Platz bei dem FS02-Frauenturnier in Budapest (1995), 2. Platz bei dem FS06-Turnier in Budapest (1996), 2. Platz bei einem Frauenturnier in Bukarest (1997), 2. Platz bei einem Frauenturnier in Rijeka (2001), 2. Platz beim Mediterranean-Flower-Frauenturnier (2003), 1. Platz bei der Meisterschaft Ungarns (Frauen) (2004) und 1. Platz beim Ede-Teller-Memorial (Frauen) in Paks (2009).
Mit ihrer besten Elo-Zahl von 2418 im Januar 2008 belegte Vajda den 47. Platz der FIDE-Weltrangliste der Frauen und den dritten Platz der ungarischen Frauenrangliste. Szidónia Lázárné-Vajda ist die Schwester von Albert Vajda (* 1976), der ebenfalls Internationaler Meister ist, und Levente Vajda (* 1981), eines Großmeisters.

## Nationalmannschaft
Vajda nahm mit Ungarn an den Schacholympiaden der Frauen 2002, 2004, 2006, 2008 und 2010, sie erreichte 2004 das beste Ergebnis am zweiten Brett.
Bei Mannschaftseuropameisterschaften der Frauen spielte sie 1999 mit Rumänien, 2003, 2005, 2007, 2009 und 2015 mit Ungarn. Sie erreichte mit der Mannschaft 2003 den zweiten und 1999 den dritten Platz; 2003 erzielte sie außerdem das drittbeste Einzelergebnis am dritten Brett. Für Ungarn spielte sie auch beim Mitropa-Cup der Frauen 2007, bei dem sie sowohl mit der Mannschaft als auch in der Einzelwertung am ersten Brett gewann.

## Vereine
In Ungarn spielte Vajda bis 2007 für den Nagykanizsa TSK, mit dem sie 2007 (inzwischen unter dem Vereinsnamen Aquaprofit NTSK) die ungarische Mannschaftsmeisterschaft gewann, seit 2007 spielt sie für ASE Paks. Am European Club Cup der Frauen 2005 nahm sie mit MTK Budapest FC teil. In der deutschen Bundesliga der Frauen spielte Vajda von 2004 bis 2009 für den USV TU Dresden (bis 2006 Dresdner SC), mit dem sie 2006 die Meisterschaft gewann. In der Saison 2014/15 war sie beim SK Großlehna gemeldet, kam aber nicht zum Einsatz. Die belgische Mannschaftsmeisterschaft gewann Szidónia Vajda 2008 mit Bredene.